# Panterpe
Panterpe is een geslacht van vogels uit de familie kolibries (Trochilidae) en de geslachtengroep Lampornithini (juweelkolibries). Er is één soort:
- Panterpe insignis  – Irazukolibrie